# الحكومة المؤقتة للجمهورية الفرنسية
كانت الحكومة المؤقتة للجمهورية الفرنسية (gouvernement provisoire de la République française أو GPRF) عبارة عن حكومة مؤقتة حكمت فرنسا في الفترة بين 1944 و1946، بعد سقوط فرنسا الفيشية وقبل الجمهورية الفرنسية الرابعة.

وبعد معركة فرنسا في عام 1940، تم تأسيس دولة فرنسا الفيشية تحت حكم فيليب بيتان. ومع ذلك، وبعد عملية أوفرلورد، وتحرير باريس وسقوط جيب فاليز، تم حل النظام الفيشي. وبعد ذلك، بعد انتقال خطوط قوات الحلفاء عبر فرنسا، تمت السيطرة على نطاق الاختصاص من خلال حكومة مؤقتة تحت قيادة شارل ديغول.

## السياسة
كانت الحكومة المؤقتة الفرنسية تحت سيطرة اتحاد الأحزاب الثلاثة بين الحزب الشيوعي الفرنسي (PCF)، الذي كان يطلق على نفسه اسم parti des 75,000 fusillés (أي «حزب 75000 طلقة») بسبب دوره الرئيسي في المقاومة (رغم أن الوفيات الفعلية منه كانت أقل بكثير)، والقسم الفرنسي لحزب العمال الدولي (SFIO، الحزب الاشتراكي) والحركة الجمهورية الشعبية للحزب الديمقراطي المسيحي (MRP)، الذي كان يقوده جورج بيدو. وقد استمر هذا التحالف بين هذه الأحزاب السياسية حتى أزمة مايو 1947 عندما تم طرد ماوريس ثوريز، نائب رئيس الوزراء، وأربعة وزراء شيوعيين آخرين من الحكومة، في فرنسا وإيطاليا. وبالإضافة إلى قبول مشروع مارشال، الذي تم رفضه من خلال الدول التي سقطت تحت تأثير الاتحاد السوفييتي، فقد كان ذلك بمثابة البداية الرسمية للحرب الباردة في تلك الدول.

## الإجراءات
رغم أن الحكومة المؤقتة للجمهورية الفرنسية لم تستمر إلا خلال الفترة بين 1944 و1946، إلا أنها كان لها تأثير دائم، خصوصًا فيما يتعلق بسن قوانين العمل التي طرحها المجلس القومي للمقاومة، وهي المنظمة الشاملة التي وحدت كل الحركات الثورية، خصوصًا الجبهة القومية. وقد كانت الجبهة القومية هي الجبهة السياسية لحركة القناصة والأنصار للمقاومة. وبالإضافة إلى مراسيم ديغول التي تمنح، للمرة الأولى في فرنسا، حق التصويت للنساء، قامت الحكومة المؤقتة للجمهورية الفرنسية بتمرير عدة قوانين للعمل، بما في ذلك قانون الحادي عشر من أكتوبر لعام 1946 الذي يحدد الطب المهني. كما قامت كذلك بتعيين المفوضين لتحقيق أهدافهم.
وقد رأت الحكومة المؤقتة أن حكومة فيشي لم تكن دستورية، وبالتالي، فإن كل قراراتها غير قانونية. وبالتالي، تم إبطال وإلغاء كل التشريعات والقوانين واللوائح والقرارات التي صدرت عن الحكومة الفيشية. ومع ذلك، ونظرًا لأنه لم يكن من العملي إلغاء كل القرارات التي اتخذها فيشي، بما في ذلك الكثير من القرارات التي تم اتخاذها كذلك من خلال الحكومات الجمهورية، تم تقرير أنه يجب أن تقر الحكومة صراحة بأي إلغاء. ومع ذلك، تم إلغاء عدد من القوانين والإجراءات، بما في ذلك كل الإجراءات الدستورية، وكل القوانين التمييزية ضد اليهود، وكل الإجراءات المتخذة ضد «الجمعيات السرية» (على سبيل المثال الماسونيين) وكل الإجراءات التي تؤدي إلى إنشاء المحاكم الخاصة.
كما تم كذلك حل القوات شبه العسكرية المتعاونة والمنظمات السياسية، مثل الجيش الشعبي وخدمة النظام الفيلقيه (Service d'ordre légionnaire).
كما أخذت الحكومة المؤقتة كذلك خطوات لاستبدال الحكومات المحلية، بما في ذلك الحكومات التي تم قمعها على يد النظام الفيشي، من خلال الانتخابات الجديدة أو من خلال زيادة فترات تلك التي تم انتخابها بما لا يتجاوز عام 1939.

## قائمة الرؤساء
- شارل ديغول، 1944–1946
- فيليكس غوان (SFIO)، 1946
- جورج بيدو (MRP)، 1946
- ليون بلوم (SFIO)، 1946–1947